# Rookmachine

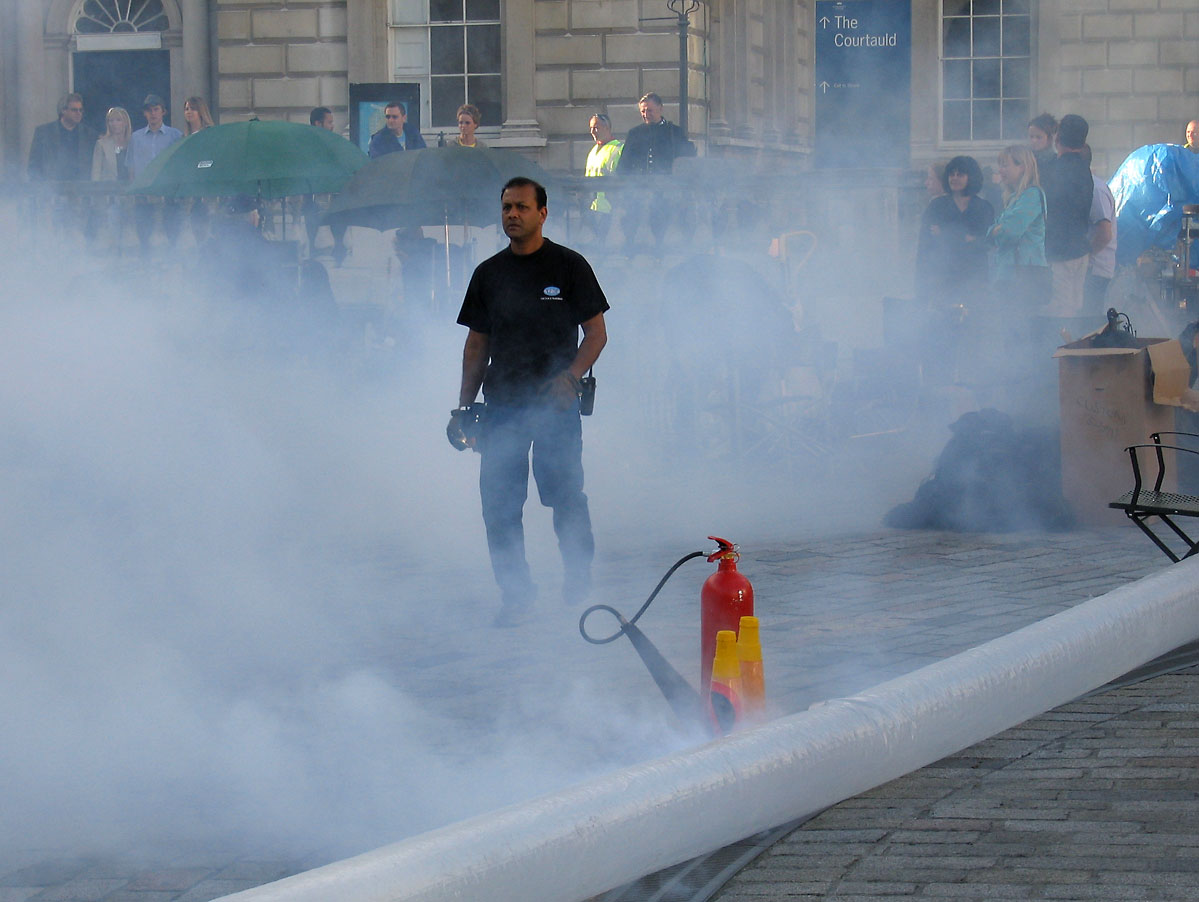
Rookmachine in actie

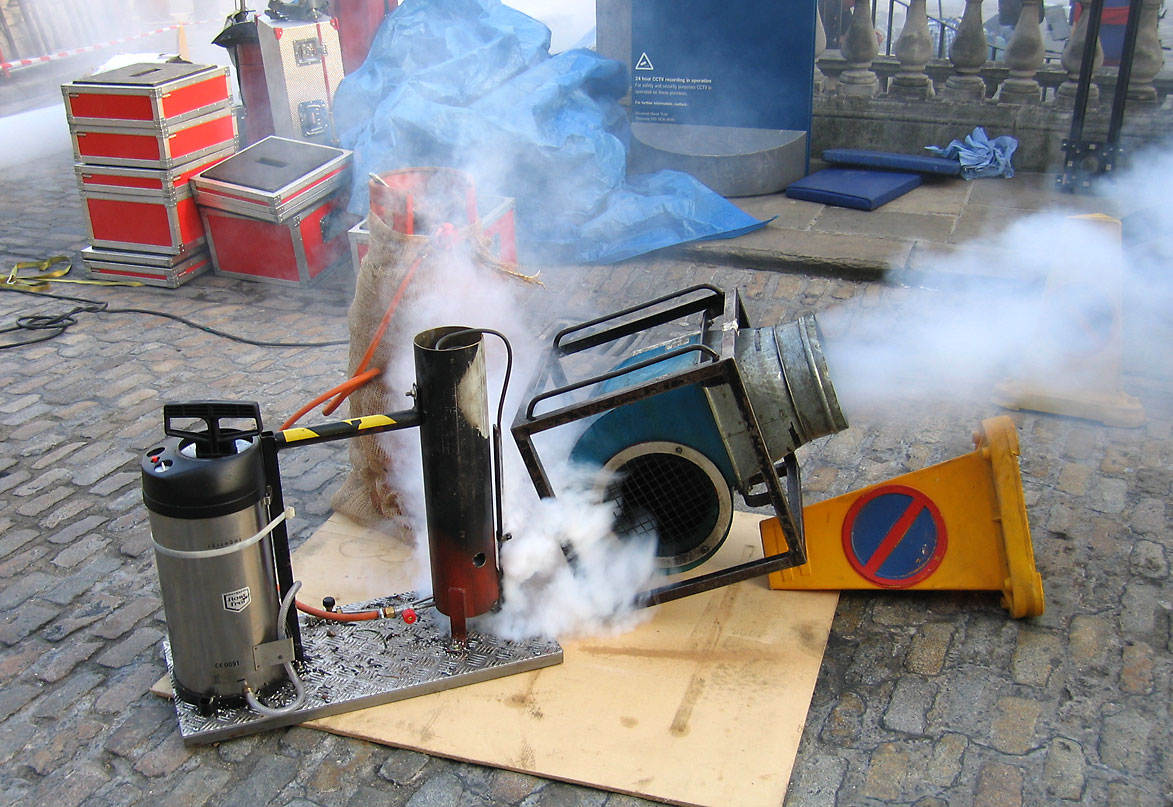
Rookmachine

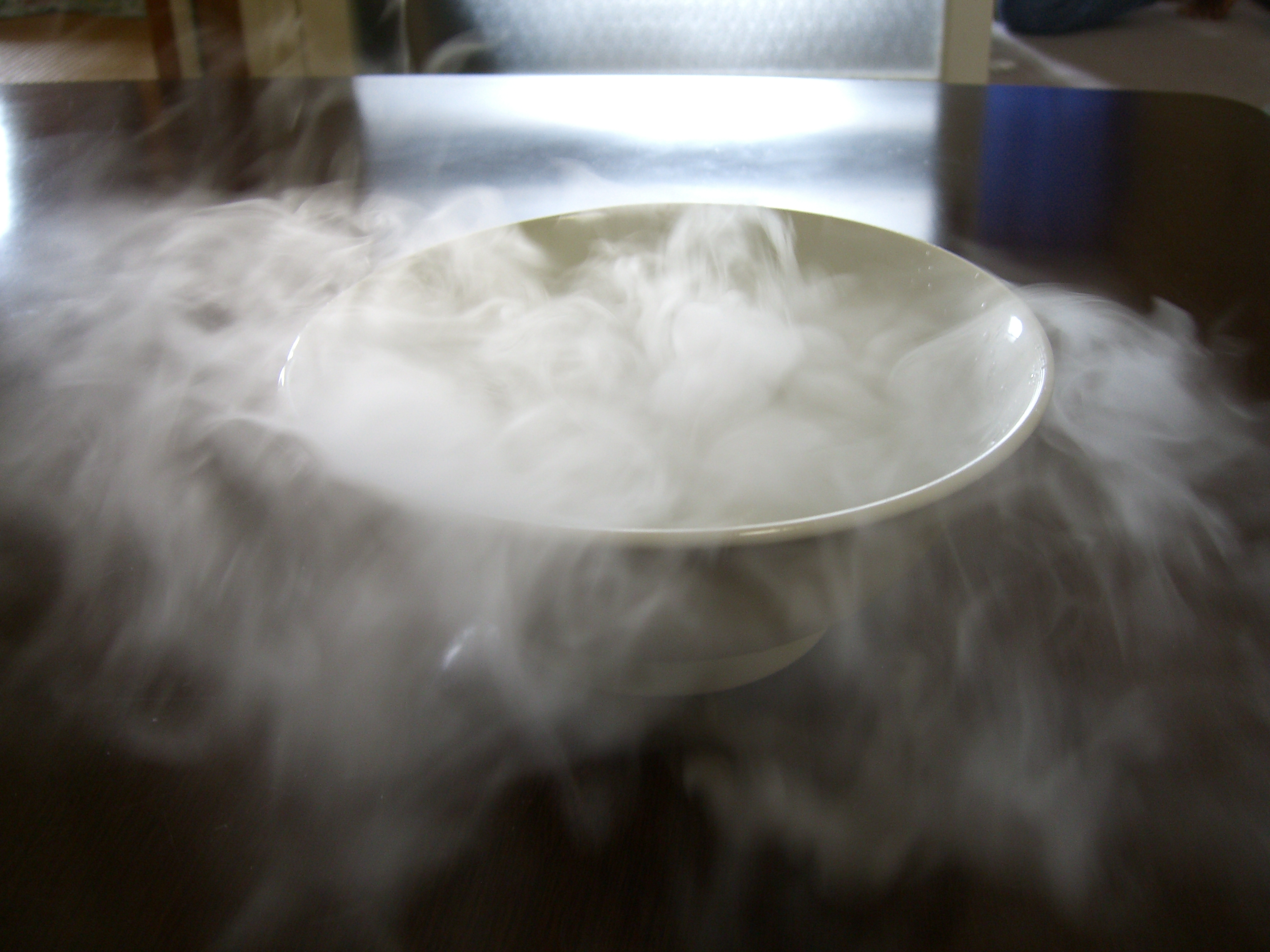
'Rook' van droogijs

Een rookmachine is een apparaat dat een dichte damp genereert. Rookmachines worden gebruikt bij speciale effecten in film en theater, in discotheken en bij evenementen.
De damp zelf bestaat vaak uit een mengsel van water en propyleenglycol. Door middel van verhitting verdampt dit mengsel, waarna het wordt uitgepompt. Deze damp verspreidt zich gelijkmatig door een ruimte. Langdurig gebruik in dezelfde ruimte kan leiden tot vochtschade. Langdurige blootstelling aan propyleenglycol en de minerale oliën die er soms aan toegevoegd worden, kunnen leiden tot schade aan de luchtwegen.
Er bestaan ook koude rookmachines. Deze genereren damp op basis van droogijs. Door droogijs te laten verdampen ontstaat er een dichte op mist lijkende damp, die laag bij de grond blijft. Het gebruik hiervan in een slecht geventileerde ruimte kan leiden tot verstikking.